# Battaglia navale di Tripoli
La battaglia navale di Tripoli fu un'azione mossa dalla Marina del Regno di Sardegna in risposta alla mancata firma del capitolato tra il Regno di Sardegna e il Bey di Tripoli nel 1825.

## Antefatto
Nel 1816 il Regno di Sardegna aveva ottenuto, per intermediazione britannica, un capitolato che sospendeva le azioni di pirateria nei confronti della marina mercantile sarda perpetrate dalla reggenza di Tripoli.
Il regno di Sardegna aveva ottenuto da Algeri, nel 1824, e dal Marocco, nel 1825, le firme dei capitolati che di fatto sancivano la fine dell'azione dei corsari barbareschi, provenienti da quelle aree, nei confronti dei territori e dei navigli soggetti alla monarchia sabauda. 

Con la sostituzione del console sabaudo a Tripoli, nel febbraio del 1825, il Bey considerava decaduto il precedente accordo e pretendeva un tributo per il rinnovo. Non arrivando in tempo il pagamento richiesto, il Bey dichiarava guerra al Regno di Sardegna il 7 agosto dello stesso anno, causando l'invio di una squadra navale sarda per Tripoli con l'intento di giungere a un accordo.

### Il tentato accordo
Il 24 settembre la squadra navale, comandata da Francesco Sivori, arrivò a Tripoli e, chiesta la mediazione del console inglese, si cercò di giungere a una soluzione pacifica della questione.

## La battaglia

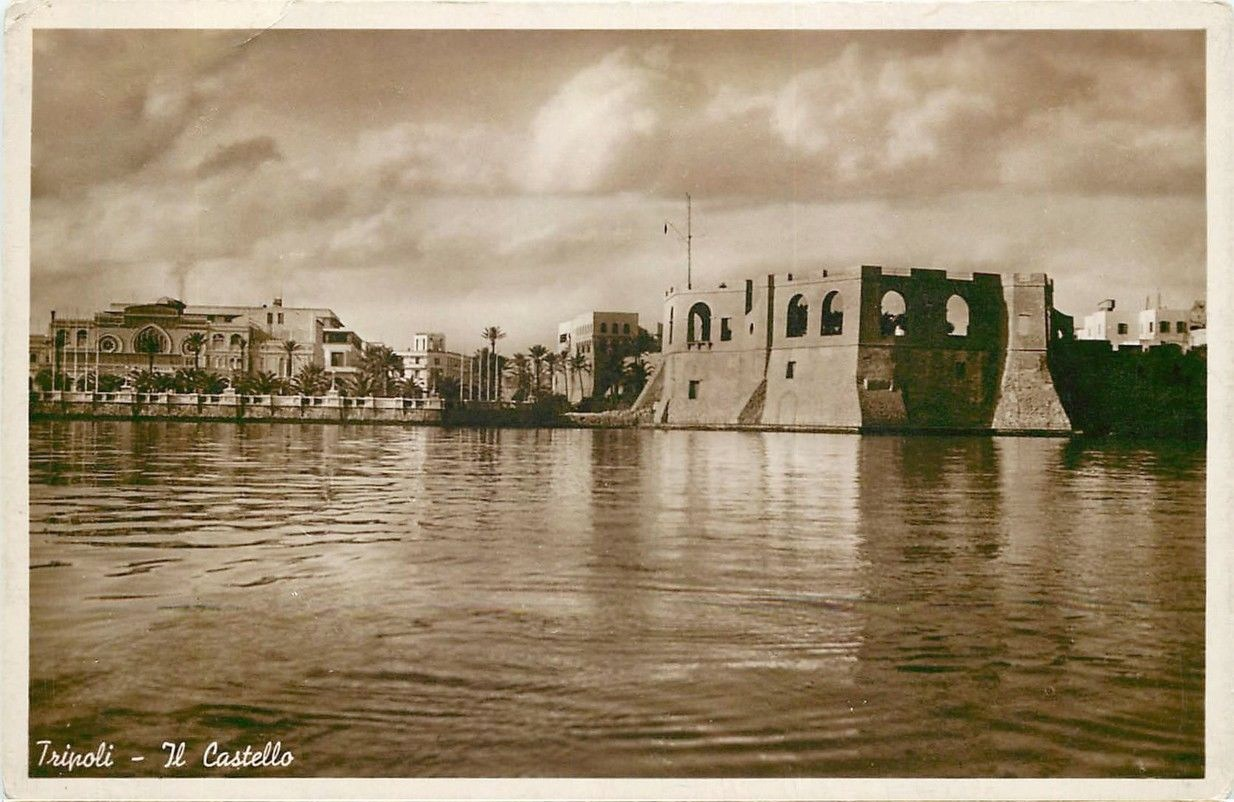
Tripoli: il forte ottomano che protegge l'ingresso del porto

Vista l'impossibilità di giungere a un accordo, si decise di passare all'azione il giorno 26 di settembre. Poiché spirava vento di tramontana, Sivori ritenne inopportuno cercare di avvicinare le navi alla costa ed equipaggiò invece dieci scialuppe con una carronata, un cannoncino e 260 uomini, al comando di Giorgio Mameli, padre di Goffredo, allo scopo di assalire di sorpresa e di bruciare il naviglio nemico ormeggiato in porto, qualora non fosse stato possibile catturarlo.
Le principali imbarcazioni berbere stanziate nel porto erano un brigantino e due golette, che, si decise, dovevano essere assalite per prime. Giunta la notte, le piccole imbarcazioni vennero trainate dal brigantino Nereide verso il loro obiettivo, dove si divisero in tre squadre: la prima, al comando di Mameli stesso, assaltò il brigantino, la seconda, al comando di Emilio Pelletta, assaltò una goletta, la terza, al comando di Carlo Corradino Chigi, l'altra goletta. Al comando di una delle scialuppe vi era anche il futuro contrammiraglio Giovanni Battista Millelire.
Vista l'impossibilità di portar via le imbarcazioni dal porto a causa del forte vento contrario, si decise di incendiarle tutte e di ritirarsi, dopo aver avvertito dell'azione una nave da guerra olandese là ormeggiata.
Le perdite per la parte sarda erano state: un morto, colpito durante l'assalto al brigantino, e sei feriti.

### Ordine di battaglia della Regia Marina Sarda
- fregata Commercio di Genova (ammiraglia), capitano Francesco Sivori
  - fregata Maria Cristina, capitano Luigi Serra
  - corvetta Tritone, capitano Giuseppe Zicavo
  - brigantino Nereide, capitano Maurizio Antonio Villarey

## Conclusione
Il mattino dopo, Sivori fece avvicinare le navi al porto per bombardarlo, ma il Bey, spaventato dall'impresa della notte precedente, chiese al console inglese di intermediare per lui con i sardi. Si rinnovò quindi la sospensiva delle azioni di pirateria, senza che avvenisse il pagamento di alcun tributo da parte sarda.
Seppellito con gli onori il caduto, il Secondo Nocchiere Capurro, la squadra salpò; uno dei feriti spirò poco dopo.
I protagonisti della battaglia, da Sivori, Mameli, Chigi ai nostromi e i timonieri, vennero decorati con onorificenze al loro ritorno in patria. A Carlo Pellion di Persano, che pure aveva partecipato all'assalto del brigantino berbero in qualità di guardiamarina, venne negata la decorazione in quanto ritenuto ancora troppo giovane.